# Antoine Plamondon

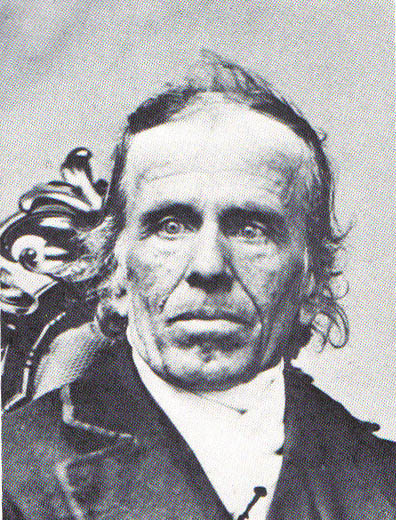
Antoine Plamondon, ca. 1865

Antoine-Sébastien Plamondon (* 29. Februar 1804 in L’Ancienne-Lorette, Québec, Kanada; † 4. September 1895 in Pointe-aux-Trembles, heute Neuville, Québec) war ein kanadischer Maler, der vor allem für seine Porträts und religiösen Gemälde bekannt ist.

## Leben
Antoine-Sébastien Plamondon wurde als Sohn von Pierre Plamondon und Marie Hamel geboren. Er begann seine künstlerische Ausbildung 1819 als Lehrling bei Joseph Légaré in Québec, wo er das Restaurieren und Kopieren von Gemälden erlernte. 1826 ging er nach Paris und studierte bei Jean-Baptiste Paulin Guérin, einem Schüler von Jacques-Louis David. Während seines vierjährigen Aufenthalts in Frankreich vertiefte er seine Kenntnisse der europäischen Kunst, insbesondere durch Studien im Louvre.
Nach seiner Rückkehr nach Québec im Jahr 1830 etablierte sich Plamondon als gefragter Porträtmaler des aufstrebenden Bürgertums und schuf zahlreiche religiöse Werke für Kirchen in und um Québec. Seine Porträts zeichnen sich durch eine dichte Komposition und eine detailgetreue Wiedergabe der zeitgenössischen Mode aus. In den 1850er Jahren zog er sich nach Pointe-aux-Trembles zurück, wo er als Landwirt arbeitete, aber weiterhin malte. In dieser Zeit benutzte er häufig Fotografien als Vorlagen für seine Werke. 

## Werk

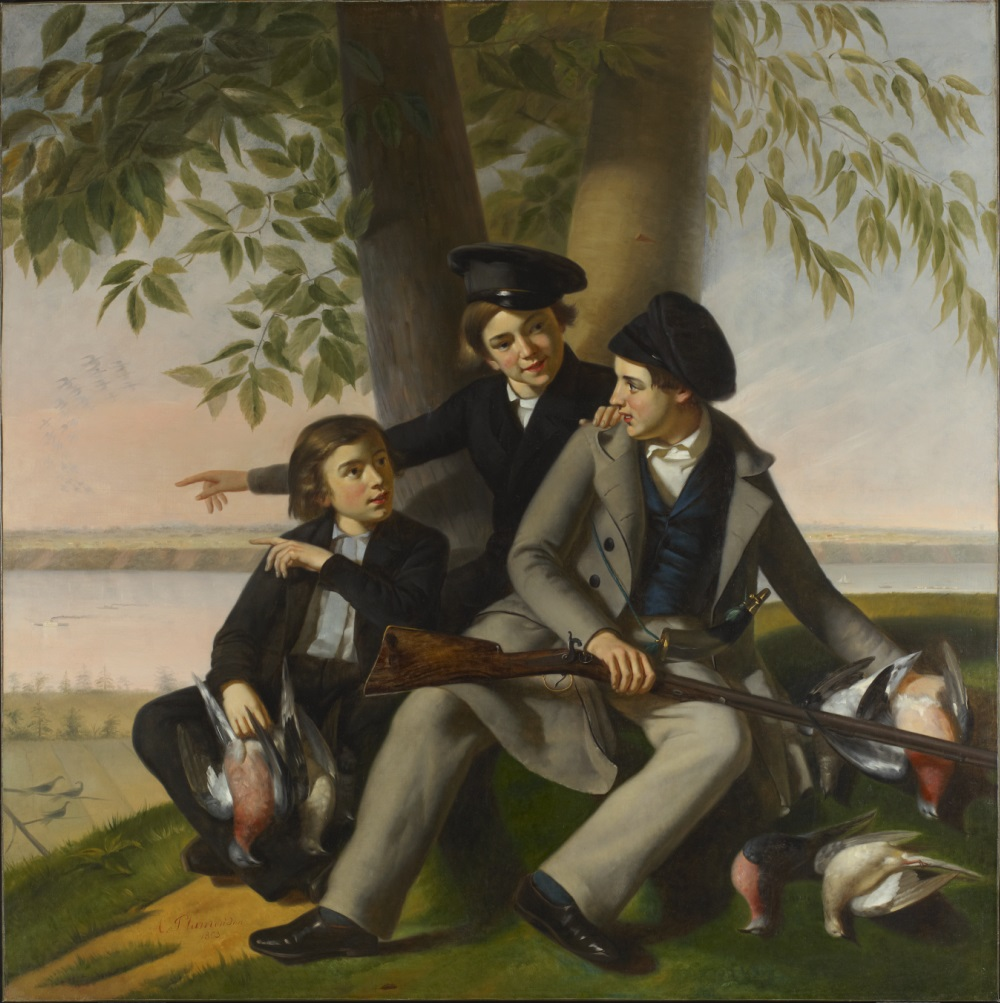
The Pigeon-Hunt, 1853. Art Gallery of Ontario

Plamondons  Werk umfasst Porträts, religiöse Gemälde und Stillleben. Seine Ausbildung in der Tradition des französischen Neuklassizismus spiegelt sich in der klaren Komposition und den feinen Details seiner Werke wider. Zu seinen bekanntesten Werken gehörten Sister Saint-Alphonse (1841), das sich in der Sammlung der National Gallery of Canada befindet, und Le flûtiste (1868).

## Ehrungen
1880 wurde  Antoine-Sébastien Plamondon  zum Vizepräsidenten der neugegründeten Royal Canadian Academy of Arts ernannt, was seine Bedeutung in der kanadischen Kunstszene unterstreicht. 